# Decimal Day
Le Decimal Day (ce qui, en anglais, signifie « Jour de la décimalisation » ; en irlandais Lá Deachúil) est le 15 février 1971, le jour où le Royaume-Uni et l'Irlande ont adopté un système monétaire décimal.
L'ancien système monétaire utilisait les livres sterling et irlandaise, les shillings et les pence (pluriel irrégulier de penny). La livre (symbole « £ ») était constituée de 240 pence (notés par la lettre « d », abréviation du latin denarius), aujourd'hui appelés les « vieux pence » (old pence en anglais). 12 pence formaient un shilling (notés « s » pour le mot latin solidus), donc 20 shillings valaient une livre.
La perte de valeur de la monnaie signifiait que le vieux penny avait une valeur relativement faible, tandis que le farthing (qui valait un quart de penny) avait déjà été démonétisé le 1er janvier 1961. Jusqu'au farthing, la livre possédait donc une subdivision au 1/960, ce qui était autrefois justifié par l'énorme valeur d'une livre (une voiture ne coûtait que quelques centaines de livres en 1950), ce qui n'était plus le cas à la fin des années 1960 à la suite d'une forte baisse de la monnaie britannique. 
Le shilling a alors disparu et la livre a été divisée en cent (nouveaux) pence (ou pennys ; symbole « p »).

## Contexte historique
Le premier pays à utiliser une monnaie décimale fut la Chine presque 2 000 ans avant la Russie du tsar Pierre le Grand. Il fit du rouble russe une monnaie décimalisée (1704). Un siècle après, les États-Unis ont fait la même chose lors de la mise en place de la loi sur la monnaie de 1792. Les États-Unis furent le premier pays anglophone à avoir une monnaie décimalisée.
Le Parlement britannique rejette la proposition de décimalisation de Sir John Wrottesley en 1824, motivée par l'adoption en 1795 du franc français décimal, par la réouverture des lignes commerciales après les conflits maritimes et surtout, par une importante crise financière qui affecte les finances britanniques. La livre sterling voit son équivalent en poids d'or, d'argent de bronze progressivement modifié. Ainsi, la pièce de 1 penny en bronze passe de 28,3 g (1797) à 18,8 g (1806) pour finir à 9,4 g (1860). 
Après cette défaite, des petits progrès pratiques vers la décimalisation sont tout de même faits sur plus d'un siècle, avec pour seule exception le florin britannique (en), pièce valant deux shillings (soit 1/10 £) émise pour la première fois en 1849. Une pièce d'un double florin (en) (quatre shillings) fut un autre pas en avant mais ne gagna pas l'adhésion et ne fut frappé qu'entre 1887 et 1890.
L'Association décimale fut fondée en 1841 pour promouvoir la décimalisation et la métrification. Les deux causes furent stimulées par la réalisation de l'importance du commerce international après l'Exposition universelle de 1851. C'est à la suite de cet intérêt croissant pour la décimalisation que le florin a été émis.
Dans leur rapport préliminaire, la Commission royale sur la Monnaie Décimale (1856-1857) a considéré les bénéfices et problèmes induits par une décimalisation mais sans tirer de conclusion sur l'adoption ou non de ce type de système. Un rapport final de 1859 rédigé par les deux commissaires restants (lord Overstone et le Gouverneur de la Banque d'Angleterre John Hubbard) s'éleva contre l'idée, argumentant qu'elle ne présentait que « peu d'intérêt »[réf. nécessaire].
En 1862, le Select Committee for Weights and Measures favorisa l'introduction de la décimalisation pour accompagner l'introduction du Système international d'unités.
Le mouvement pour la décimalisation est même entré dans la fiction. Ainsi, dans les Romans de Palliser (en) d'Anthony Trollope (et encore plus dans la série télévisée basée dessus), Plantagenet Palliser est un avocat passionné de la décimalisation.
La Commission royale sur la monnaie décimale (1918-1920), présidée par Lord Emmott, rapporta en 1920 que le seul système réalisable était de diviser la livre en 1 000 mills (millimes, en référence au « Système des Livres et des Millimes », proposé en 1824) mais cela aurait été aussi un inconvénient.
En 1960, un rapport rédigé conjointement par l'Association britannique pour le progrès des sciences et l'Association des chambres de commerce britanniques permit la décimalisation monétaire en Afrique du Sud. Ce rapport demandait au gouvernement de mettre en place le Committee of the Inquiry on Decimal Currency (Comité d'enquête sur la Monnaie décimale) ou Halsbury Committee (Comité de Halsbury) en 1961. L'adoption des changements préconisés par son rapport de 1963 fut annoncée le 1er mars 1966. Le Decimal Currency Board (DCB) (Comité sur la monnaie décimale) est créé pour gérer la transition, bien que les projets ne soient pas approuvés par le Parlement jusqu'à la proclamation du Decimal Currency Act (Loi sur la monnaie décimale) en mai 1969. Bill Fiske (en), ancien leader du Greater London Council fut nommé président du DCB.
L'introduction d'une nouvelle unité monétaire majeure qui vaudrait 10 shillings de l'ancienne monnaie fut considérée. Les noms proposés incluaient new pound (nouvelle livre), royal (royale) et noble (noble). De cela aurait donné le nom decimal penny, valant à peine plus que l'ancien penny (cette approche a été adoptée, par exemple, par l'Australie et la Nouvelle-Zélande lors de leur décimalisation dans les années 1960, adoptant ainsi le dollar australien et le dollar néo-zélandais d'une valeur de 10 shillings chacun). Mais finalement, le Comité de Halsbury décida que la livre resterait inchangée.

## Préparation
La livre fut gardée dans le nouveau système mais divisée en 100 nouveaux pence, notés p. La nouvelle monnaie fut émise aux côtés des anciennes pièces.
Les pièces de 5 p et 10 p ont été introduites en avril 1968, elles avaient alors la même dimension, composition et valeur que les anciennes pièces d' 1 et 2 shillings, encore en circulation à ce moment. En octobre 1969, les pièces de 50 p furent introduites, tandis que les billets de 10 s sont démonétisés le 20 novembre 1970. Cette introduction progressive réduit le nombre de nouvelles pièces à émettre le jour de la décimalisation et permettait que le public se familiarise avec trois des six pièces. Des petites brochures ont été créées pour informer sur les nouvelles dénominations.
L'ancienne pièce d'un demi penny (halfpenny) fut retirée de la circulation le 31 juillet 1969 et la demi-couronne (half-crown, d'une valeur de deux shillings et six pence) la suivit le 31 décembre 1969 pour faciliter la transition.[réf. nécessaire] Le farthing, qui a été frappé pour la dernière fois en 1956, a vu son cours légal cesser en 1960.
Une importante campagne de publicité fut menée pendant la semaine précédant le jour de la décimalisation, dont une chanson de Max Bygraves intitulée Decimalisation. Une série d'émissions de cinq minutes a été diffusée par la BBC (Decimal Five). La ITV diffusa plusieurs fois une courte émission appelée Granny Gets The Point, avec Doris Hare (l'actrice de On The Buses), où une vieille femme ne comprend pas le nouveau système et où son petit fils lui apprend.
Des stocks de ces nouvelles pièces ont été fournis aux banques et marchands peu avant la décimalisation pour leur permettre de donner de la monnaie immédiatement. Du mercredi 10 à 15 h 30 au lundi 15 février 1971 à 10 h, les banques ont été fermées pour permettre l'enregistrement des derniers chèques restants et la conversion des comptes en unités décimales. Dans de nombreuses banques, ceci était fait à la main puisque l'usage des ordinateurs n'y était pas encore répandu. Néanmoins, le mois de février a été choisi pour effectuer la transition car c'est la période de l'année la plus calme pour les banques, commerces et services de transport.

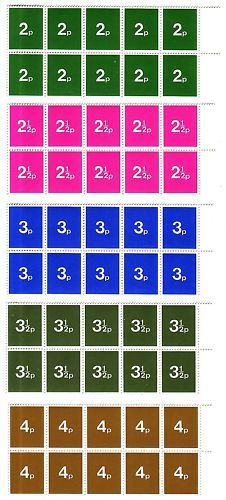
Timbres anglais d'entraînement à la décimalisation, aux mêmes couleurs et valeurs que les futurs timbres décimaux

Beaucoup de prix étaient annoncés dans les deux systèmes durant un certain temps avant et après la transition. Avant le Decimal Day, ceci était affiché ainsi : 1 s (5 p) ; l'ordre des deux unités a ensuite été changé et est devenu 5 p (1 s) après le Decimal Day. Ce dernier ordre a par exemple été utilisé durant la plupart des programmes de football de la saison 1970-71. Des timbres de 10 p, 20 p et 50 p ont été émis le 17 juin 1970. Les bureaux de poste ont reçu des timbres très simples servant à entraîner la population et imprimés de la même couleur que les timbres décimaux à venir.
Il y eut des exceptions à l'introduction au 15 février de la monnaie décimale, notamment British Rail et London Transport, qui ont passé la transition un jour plus tôt. British Rail demandait aux clients qui voulaient payer en pièces de 1 p ou 3 p, de payer en multiples de 6 d (soit 2,5 p, le plus petit commun multiple des deux systèmes). Les compagnies de bus, elles (dont la majorité étaient possédées par l'État via la National Bus Company) ont passé la transition le dimanche 21 février.